# Yuri Filipchenko
Yuri Filipchenko (a veces escrito como Philipchenko) ( 1882- 1930 ) fue un entomólogo ruso y acuñador de los términos microevolución y macroevolución.
En 1913 era conferencista en la "Universidad de San Petersburgo" y dictó el curso, primero en Rusia, de Genética, en 1919, organizando en la Universidad la cátedra de Genética.
Fue mentor de Theodosius Dobzhansky. Aunque era un teórico evolucioniasta ortogenético, fue uno de los primeros científicos en incorporar las leyes de Mendel en la teoría evolucionaria y por ende tuvo gran influencia en la síntesis evolutiva moderna.
- La abreviatura «Filipch.» se emplea para indicar a Yuri Filipchenko como autoridad en la descripción y clasificación científica de los vegetales.[1]